# حكومة عبد الله اليافي الحادية عشر
الحكومة اللبنانية الثانية والأربعون بعد الاستقلال، والثامنة بعهد الرئيس شارل حلو، وهي الحكومة الحادية عشر التي يترأسها عبدالله اليافي(التاسعة بعد الاستقلال). شكلت الحكومة بموجب المرسوم رقم 11227 بتاريخ 20 تشرين الأول / أكتوبر 1968، ونالت الثقة بموجب 65 صوتاً ضد صوتين وامتناع 2، واستقالت بتاريخ 15 كانون الثاني / يناير 1969.

## أعضاء الحكومة
- عبد الله اليافي رئيساً لمجلس الوزراء ووزيراً للأنباء ووزيراً للتربية الوطنية والفنون الجميلة ووزيراً للعمل والشئون الاجتماعية ووزيراً للمالية.
- ريمون إده وزيراً للأشغال العامة ووزيراً للتصميم العام ووزيراً للزراعة ووزيراً للموارد المائية والكهربائية.
- حسين العويني وزيراً للاقتصاد الوطني ووزيراً للخارجية والمغتربين ووزيراً للدفاع الوطني ووزيراً للعدل.
- بيار الجميل وزيراً للبرق والبريد والهاتف ووزيراً للداخلية ووزيراً للسياحة ووزيراً للصحة العامة.

## وصلات خارجية
- موقع رئاسة مجلس الوزراء الرسمي